# Hulpverleningszone Waals-Brabant
De Hulpverleningszone Waals-Brabant (Frans: Zone de Secours Brabant wallon) is een van de 35 Belgische hulpverleningszones. De zone verzorgt vanuit brandweerposten de brandweerzorg en medische hulpverlening (ambulance) in de provincie Waals-Brabant.

## Historiek
Naar aanleiding van de gasexplosie te Gellingen op 30 juli 2004 werd door de Belgische overheid gestart met het hervormen van de brandweer. Bij deze hervorming gingen de gemeentelijke brandweerkorpsen op in nieuwe structuren: de hulpverleningszones. Op 1 januari 2015 ontstonden de meeste nieuwe hulpverleningszones. De Hulpverleningszone Waals-Brabant is een van deze hulpverleningszones.

## Beschermingsgebied
Het beschermingsgebied van de Hulpverleningszone Waals-Brabant beslaat ongeveer 1.100 km² en omvat alle 27 gemeenten van de provincie Waals-Brabant, die samen een bevolking van ongeveer 400.000 inwoners vertegenwoordigen. De Hulpverleningszone Waals-Brabant grenst aan Brandweerzone Vlaams-Brabant West, Hulpverleningszone Oost Vlaams-Brabant, Hulpverleningszone Hesbaye, Hulpverleningszone NAGE, Hulpverleningszone Val de Sambre, Hulpverleningszone Henegouwen-Oost en Hulpverleningszone Henegouwen-Centrum. De onderstaande lijst geeft een overzicht van de gemeenten en hun kenmerken:
| Gemeente                          | Bevolking (01/01/2023) | Oppervlakte (in km²) |
| --------------------------------- | ---------------------- | -------------------- |
| Bevekom (Beauvechain)             | 7.232                  | 38,58                |
| Chastre                           | 7.742                  | 31,27                |
| Chaumont-Gistoux                  | 11.813                 | 48,09                |
| Court-Saint-Étienne               | 10.750                 | 26,64                |
| Eigenbrakel (Braine-l'Alleud)     | 40.469                 | 52,12                |
| Graven (Grez-Doiceau)             | 14.067                 | 55,44                |
| Geldenaken (Jodoigne)             | 14.789                 | 73,31                |
| Genepiën (Genappe)                | 15.915                 | 89,57                |
| Heylissem (Hélécine)              | 3.789                  | 16,62                |
| Incourt                           | 5.614                  | 38,79                |
| Itter (Ittre)                     | 7.039                  | 34,92                |
| Kasteelbrakel (Braine-le-Château) | 10.671                 | 22,70                |
| Lasne                             | 14.313                 | 47,22                |
| Mont-Saint-Guibert                | 8.361                  | 18,63                |
| Nijvel (Nivelles)                 | 29.018                 | 60,60                |
| Adorp-Geten (Orp-Jauche)          | 9.097                  | 50,50                |
| Ottignies-Louvain-la-Neuve        | 31.526                 | 32,96                |
| Perwijs (Perwez)                  | 9.639                  | 50,81                |
| Ramillies                         | 6.667                  | 48,68                |
| Rebecq                            | 11.081                 | 39,08                |
| Rixensart                         | 23.115                 | 17,54                |
| Terhulpen (La Hulpe)              | 7.564                  | 15,60                |
| Tubeke (Tubize)                   | 28.057                 | 32,66                |
| Villers-la-Ville                  | 11.118                 | 47,45                |
| Walhain                           | 7.567                  | 37,94                |
| Waterloo                          | 30.477                 | 21,03                |
| Waver (Wavre)                     | 35.444                 | 41,80                |
| TOTAAL                            | 412.934                | 1.090,55             |